# Мелина, Виктория Александровна
Виктория Александровна Мелина (1 ноября 1981, Санкт-Петербург[уточнить]) — российская лыжница, неоднократная чемпионка России. Мастер спорта России международного класса.

## Биография
Воспитанница сыктывкарского спорта. Тренеры — Ленский В. А., Стрепнев В. А., Богомолова Г. А. На внутренних соревнованиях представляла Республику Коми и спортивное общество «Динамо», также в отдельных сезонах представляла параллельным зачётом Москву.
Первую награду на достаточно крупных соревнованиях завоевала в марте 1995 года на международных юниорских соревнованиях имени Р. П. Сметаниной в Сыктывкаре.
Неоднократно, не менее семи раз становилась победительницей чемпионата России, в том числе в 2008 году в гонке на 50 км, в 2009 году в масс-старте на 30 км и в спринте, в 2010 году в командном спринте, в 2012 году в командном спринте, в 2019 году в эстафете. Также неоднократно становилась серебряным и бронзовым призёром чемпионата страны. Призёр этапов Кубка России, призёр всероссийских соревнований общества «Динамо».
С 2007 по 2012 годы входила в состав сборной России. Принимала участие в гонках Кубка мира и в марафонах серии Euroloppet.